# Asphondylia anthocercidis
Asphondylia anthocercidis är en tvåvingeart som beskrevs av Peter Kolesik 1997. Asphondylia anthocercidis ingår i släktet Asphondylia och familjen gallmyggor. Inga underarter finns listade i Catalogue of Life.